# Neuilly-sur-Seine
Neuilly-sur-Seine és un municipi francès, situat al departament dels Alts del Sena i a la regió de l'Illa de França. L'any 1999 tenia 59.848 habitants.
Forma part del cantó de Neuilly-sur-Seine i del districte de Nanterre. I des del 2016, de la divisió Paris Ouest La Défense de la Metròpolis del Gran París.
Limita amb la ciutat de París pel sud, i es troba al marge dret del riu Sena.

## Política
De 1983 al 2002 Nicolas Sarkozy en va ser president de la municipalitat. A partir del 2002 n'és Louis-Charles Bary.

## Nascuts a Neuilly
- Roger Martin du Gard (1881-1958) novel·lista francès, Premi Nobel de Literatura de 1937.

- Anaïs Nin (1903-1977), escriptora, filla del pianista català Joaquim Nin.
- Lorin Varencove Maazel (1930-2014), director d'orquestra, violinista i compositor.
- Ramses Shaffy (1933-2009), cantautor neerlandès i activista LGTB.
- Antonio d'Almeida (1928-1997) músic director d'orquestra.
- Edmonde Charles-Roux (1920 - 2016) escriptora, Premi Goncourt de l'any 1966.
- Dominique Fernandez (1929-) escriptor, Premi Goncourt de l'any 1982.
- Gabriel Matzneff (1936 -) escriptor, Premi Renaudot d'assaig de l'any 2013.